# A Stranger in My Own Back Yard
A Stranger in My Own Back Yard är Gilbert O'Sullivans fjärde studioalbum, utgivet i oktober 1974 på skivbolaget MAM. Albumet är producerat av Gordon Mills.
På englandslistan nådde albumet 9:e platsen och stannade kvar på listan i 8 veckor.

## Låtlista
Singelplacering i Billboard inom parentes. Placering i England=UK
1. "Number 4"
2. "A Woman's Place" (UK #42)
3. "No More"
4. "It's Easy to be Sad"
5. "My Father"
6. "The Marriage Machine"
7. "If You Ever"
8. "The Thing is"
9. "Just Like Me"
10. "Victor E"
11. "I Wonder Would You Mind"
12. "15 Times"
13. "Nothing to Do About Much"
14. "Can't Get You to Love Me"
15. "Always Somebody"
16. "Happiness is Me and You" (#62, UK #19, singel A-sida)
17. "Breakfast Dinner and Tea" (B-sidan till singeln "Happiness Is Me And You")
18. "Too Bad" (B-sidan till singeln "A Woman's Place")
19. "Too Cut a Long Story Short" (B-sidan till singeln "Christmas Song")
20. "You Are You" (UK #53, singel A-sida)
21. "Tell Me Why" (B-sidan till singeln "You Are You")
22. "That's a Fact" (B-sidan till singeln "I Don't Love You But I Think I Like You ")

Fotnot: Spår 16 - 22 är bonusspår på nyutgåvan som gavs ut på skivbolaget Salvo 4 juni 2012.
Samtliga låtar är skrivna av Gilbert O'Sullivan.